# نیل سداکا
نیل سِداکا (انگلیسی: Neil Sedaka؛ ‏ ‎/səˈdækə/‎؛ ‏ زادهٔ ۱۳ مارس ۱۹۳۹) خواننده، نوازنده پیانو، موسیقی‌دان، آهنگساز و ترانه‌پرداز اهل ایالات متحده آمریکا است. وی از سال ۱۹۵۷ میلادی تاکنون مشغول فعالیت بوده‌است. وی از زمان آغاز فعالیت هنری خود در سال ۱۹۵۷، میلیون‌ها نسخه آلبوم موسیقی در سراسر جهان فروخته‌است و بیش از ۵۰۰ آهنگ برای خود و دیگر هنرمندان نوشته‌است و بیشتر با ترانه‌سرایان هاوارد گرینفیلد و فیل کادی همکاری کرده‌است. برخی ترانه‌های او به بیلبورد هات ۱۰۰ را یافت و نامش در سال ۱۹۸۳ در فهرست تالار مشاهیر ترانه‌سرایی جای گرفت و یک ستاره نیز در سال ۲۰۰۶ در پیاده‌روی مشاهیر هالیوود به او اختصاص یافت.
پدر سِداکا یک راننده تاکسی یهودی ترکیه‌ای‌تبار بود و اجداد پدری‌اش در سال ۱۹۱۰ از استانبول به ایالات متحده آمریکا مهاجرت کرده بودند. او در بروکلین به دنیا آمد و در ساحل برایتون بزرگ شد. مادرش هم یک یهودی اشکنازی از تبار لهستانی‌ها و روس‌ها بود. سداکا در کودکی در آزمون «بخش آماده‌سازی کودکان» مدرسه جولیارد پذیرفته شد و در همان‌جا نواختن پیانو را فرا گرفت.
از ترانه‌های مشهور او می‌توان به «بلیت یک‌طرفه» اشاره کرد. او در پخش زنده شنبه شب و کارول برنت شو هم حضور داشته‌است.